# Consulta dei senatori del Regno
La Consulta dei senatori del Regno (d'Italia) è un'associazione costituita il 20 gennaio 1955 da circa 160 ex senatori del vecchio Senato del Regno come "Gruppo vitalizio dei senatori del Regno", il cui atto di volontà fu riconosciuto quale massima autorità monarchica residente in Italia da Umberto II, in una lettera del 3 febbraio dello stesso anno. 
L'associazione ha assunto l'attuale denominazione nel 1965. Dal 2001 esistono due associazioni che si richiamano alla Consulta, una a favore degli eredi diretti di Umberto II di Savoia, l'altra della casa Savoia-Aosta.

## Storia

### Gli ex senatori del Regno d'Italia
Il Senato del Regno fu soppresso dall'Assemblea costituente alla vigilia dell'entrata in vigore della Costituzione repubblicana il 1º gennaio 1948. La rinascita del Senato, come associazione privata, avvenne nel 1955 a seguito del proclama di Umberto II, che, il 13 giugno 1946, denunciò supposte illegalità compiute nello svolgimento del referendum istituzionale e si considerò sempre come sovrano non abdicatario, allorché egli inviò ai senatori del regno un messaggio invitandoli a riprendere la loro attività sotto forma "consultiva" verso la nazione. A questo messaggio aderirono quasi tutti i senatori del disciolto Senato, la cui nomina era vitalizia, che si costituirono in associazione  come "Gruppo vitalizio dei senatori del Regno", nominando presidente il senatore Adolfo Giaquinto.
Il 3 febbraio 1955 si riunirono in assemblea 92 senatori del regno, ai quali Umberto inviò un messaggio letto dal ministro della Real Casa, Falcone Lucifero.

### La Consulta monarchica
Il 18 ottobre 1958 l'Unione Monarchica Italiana, che riuniva personalità di tutti i partiti di sentimenti monarchici (democristiani, liberali e socialdemocratici), decise di costituire nel proprio seno una Consulta Monarchica composta da membri a vita, i quali dovevano avere i requisiti previsti dall'art. 33 dello Statuto Albertino, così come i senatori a vita del Senato del Regno. 
Poiché per vecchiaia i senatori del regno originari andavano scomparendo, l'11 novembre 1965 i due gruppi, ossia il Gruppo vitalizio dei senatori del Regno ed i membri della Consulta monarchica, si fusero in un unico corpo vitalizio che fu denominato "Consulta dei senatori del Regno". Questa decisione fu immediatamente approvata da Umberto II. Per la nomina dei componenti, si procedeva con il concetto della "cooptazione".
Tra i primi nominati, l'economista Alberto De Stefani, il giurista Alfredo de Marsico, l'ambasciatore Raffaele Guariglia. Successivamente furono inclusi, come membri di diritto, i cavalieri dell'Ordine supremo della Santissima Annunziata.
Il 20 maggio 1972 furono stabilite le procedure per l'ammissione, che, in sintesi, prevedevano la proposta di candidatura da parte del presidente, con l'indicazione di una delle 21 categorie dello Statuto Albertino nelle quali rientrasse il candidato, la delibera del consiglio di presidenza, poi dell'assemblea, e infine l'assenso dell'ex re Umberto di Savoia.
Il 4 gennaio 1993, presidente della consulta Alfredo Covelli, Vittorio Emanuele di Savoia, dopo un periodo di riorganizzazione affidato a Carlo d'Amelio, decise di riempire di nuovi contenuti l'attività della consulta, rivedendo le procedure di ammissione e di cooptazione, in particolare affermando la necessità della sua approvazione per la cooptazione dei nuovi membri e avocando alla sua persona la nomina dei presidenti e dei vicepresidenti. Dopo la nomina alla presidenza di Giovanni de Giovanni Greuther di Santaseverina, in sostituzione di Covelli, nel 1999 Vittorio Emanuele istituì un "gruppo di lavoro" con il compito di analizzare l'operato e proporre idee per il futuro, e commissariata nel 2001.

### I contrasti nella successione e le due Consulte

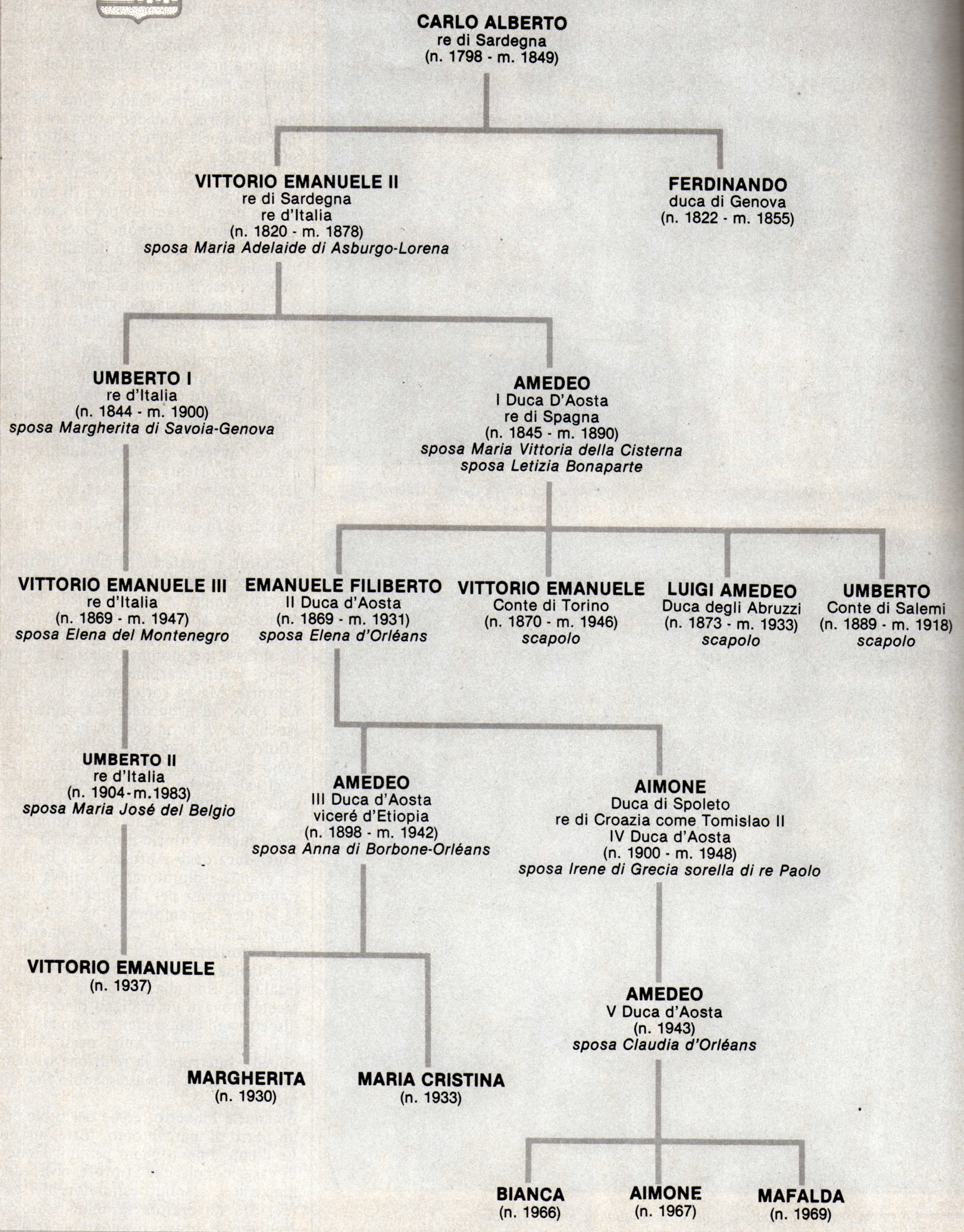
I due rami di Casa Savoia

Dagli anni 2000 è divenuta parte delle vicende legate all'attribuzione della linea di successione al trono d'Italia, da parte di Amedeo di Savoia-Aosta, coi propri sostenitori.
Il 27 giugno 2003, tre mesi dopo il ritorno dei Savoia in Italia, si riunì un'assemblea dei consultori, con presenti personalmente, o per delega, la maggioranza dei 51 membri 
Nel 2005 Vittorio Emanuele di Savoia, con un decreto di Casa Savoia, l'ha sciolta.
Il 7 luglio 2006, a Roma, si è svolta una seduta straordinaria autoconvocata della Consulta, alla quale non hanno però partecipato tutti i membri ma soltanto una piccolissima parte, richiamando la regola dello statuto costitutivo, che la Consulta dei Senatori del Regno non può essere né sciolta né sospesa. Il primo atto della autoconvocata Consulta è stato di respingere il decreto con il quale, l'anno prima era stata sciolta, decidendo di continuare la propria "missione", rinnovando i propri vertici e cooptato nuovi membri, eleggendo presidente lo storico Aldo Alessandro Mola e vicepresidente vicario Enrico Venanzi.
Dura la risposta della segreteria di Emanuele Filiberto, secondo cui l'organismo della Consulta "aveva una funzione a causa dell'esilio ed è stato sospeso nel settembre del 2002. Era composto da 61 membri. Aldo Alessandro Mola ha fondato un'organizzazione privata e personale a cui ha preteso di dare lo stesso nome e a cui hanno aderito nove persone e di cui si è autoproclamato presidente. È evidente che questa organizzazione non è la Consulta e in termini di rappresentatività è inesistente". Contraddittoriamente (la Consulta è stata sciolta o no?) si aggiunge che "la vera Consulta presieduta da Emmanuele Francesco Maria Emanuele Barone di Culcasi, il cui vice presidente è Sergio Pellecchi, è stata ora convocata per la prossima settimana. Risponderà e prenderà provvedimenti nei confronti di Aldo Alessandro Mola che ha utilizzato in modo arbitrario il nome e lo stemma in una iniziativa del tutto personale".
Amedeo di Savoia-Aosta rispose ai suoi "consultori", con una lettera in cui, esprimendo apprezzamento per «la devozione» manifestata nei suoi confronti, incoraggiava la Consulta a «continuare nell'alta missione indicata da Re Umberto nel messaggio indirizzato il 3 febbraio 1955 ai senatori del regno radunati con l'intento di non lasciar disperdere quella comunanza di memorie di princìpi e di sentimenti che li unì nel tempo in cui essi servirono i più alti incarichi della nazione». «La Consulta dei senatori del regno» - aggiungeva Amedeo nella lettera - «può e potrà continuare a contare sul mio sostegno convinto e attivo. Abbiamo il dovere di difendere quanto il Re Umberto II ci ha lasciato e di garantire la difesa dei princìpi fondamentali dell'istituto monarchico costituzionale, tutelandolo da ogni degrado e pericolo. La Consulta dei senatori del regno è per me e per mio figlio punto di riferimento da proporre a quanti intendono, nel rispetto dei principi democratici, tenere vivi quei valori civili e patriottici che consentirono a Casa Savoia di guidare la grande impresa che realizzò la nascita dell'Italia moderna».
Dopo la nomina alla presidenza di Giovanni de' Giovanni Greuther, duca di Santaseverina (Collare dell'Annunziata) in sostituzione di Covelli, nel 1999 Vittorio Emanuele istituì un "Gruppo di lavoro" con il compito di analizzare l'operato e proporre idee per il futuro. Il gruppo consegnò al principe il suo rapporto nel novembre 1999, proponendo tra l'altro la ripresa della pubblicazione del bollettino mensile (esistente fino al 1981, sotto la presidenza di Ettore Paratore), l'istituzione di "Commissioni" per agevolare il lavoro informativo e per assegnare alla testa delle diverse stesse Commissioni persone competenti, di prestigio e di alta caratura.

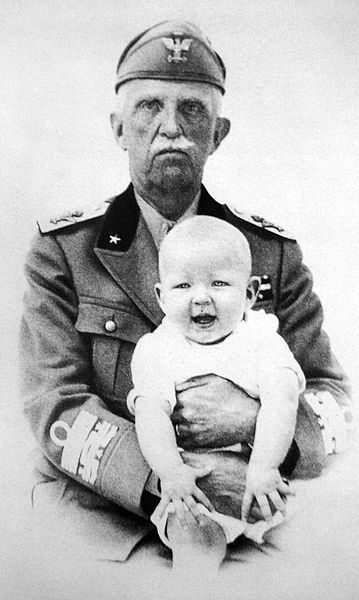
Vittorio Emanuele III con il nipote omonimo

Nell'anno 2001, lo stesso Vittorio Emanuele ritenne opportuno, in seguito al suggerimento di un suo consigliere personale, un ulteriore affinamento delle attività istituzionali, e decise un periodo di "sospensione" della Consulta allo scopo di aggiornarne i compiti e rinnovarne le cariche.
Immediatamente il gruppo di consultori che sostenevano il ramo Aosta si riunì e costituì un'associazione nominata Consulta dei Senatori del Regno in cui entrarono 9 dei 60 membri esistenti nella primitiva Consulta: tale nuova organizzazione nominò suo presidente Aldo Alessandro Mola.
Il 12 agosto 2002 moriva il presidente della Consulta che, su richiesta di Vittorio Emanuele, aveva depositato i documenti della Consulta all'Archivio centrale dello Stato.
Vittorio Emanuele nominò un nuovo presidente nella persona del barone Emmanuele Emanuele di Culcasi.
Il 27 giugno 2003, tre mesi dopo il ritorno dei Savoia in Italia, si riunì un'assemblea dei consultori nell'ufficio di Culcasi; presenti personalmente, o per delega, la maggioranza dei 51 membri (compresi i nove che avevano dato vita all'Associazione Consulta). Questa riunione fu il frutto del lavoro congiunto del presidente, dello sforzo organizzativo del segretario nazionale Domenico Jannetta e del vice presidente Sergio Pellecchi e valse ad affermare che la Consulta autentica non era morta poiché mai nessun atto di cessazione delle attività e scioglimento era stato firmato dai 51 membri.
Dal 2008, nuovo presidente della Consulta dei Senatori del Regno è Pier Luigi Duvina, vice presidente Franco Malnati. Da quell'anno, la Consulta si riunisce regolarmente a Roma, sostenendo l'azione e l'opera di Casa Savoia in Italia con riunioni e seminari di approfondimento storico, anche su questioni controverse della Storia d'Italia.
Il 20 giugno 2008 l'altra Consulta fedele ad Amedeo ha emesso una diffida contro quella che considera una nuova associazione omonima fondata da Vittorio Emanuele.
Il 15 gennaio 2020 si è poi espressa contro la modifica della legge di successione voluta da Vittorio Emanuele, che ha annunciato nel dicembre 2019 sul sito ufficiale della Consulta dei senatori del Regno l'abolizione della legge salica per permettere la successione anche alle eredi di sesso femminile.